# Хексаграм (монета)
Хексаграм (на латински: Hexagram, "шест грама") е сребърна монета, възлизаща на 1/12 от номизма и въведена от византийския император Ираклий. Макар и сечена в големи количества при Ираклий и Констанс II, употребата ѝ намалява до спиране на производството в началото на VIII век.